# August Knoblauch
August Knoblauch (ur. 8 stycznia 1863 we Frankfurcie nad Menem, zm. 24 sierpnia 1919 tamże) – niemiecki lekarz, neurolog i neuroanatom, tajny radca medyczny (Geheimer Medizinalrat), przyrodnik. Autor pierwszego modelu poznawczego muzyki, wprowadził do neurologii termin amuzji, zaproponował też podział zaburzeń percepcji muzyki i zdolności jej tworzenia oraz sposób oceny zdolności muzycznych.

## Życiorys
Syn lekarza Alexandra Knoblaucha i Mimi z domu Kekulé. Jego matka była siostrą Augusta Kekulégo. Bratanek matematyka Johannesa Knoblaucha.
Ukończył Musterschule we Frankfurcie. Następnie studiował medycynę na Uniwersytecie Fryderyka Wilhelma w Berlinie, Uniwersytecie w Bonn, Heidelbergu i Uniwersytecie Cesarza Wilhelma w Straßburgu. Pracował w zakładzie dla psychicznie chorych w Heidelbergu u Wilhelma Erba. Około 1900 roku został dyrektorem sanatorium miejskiego we Frankfurcie nad Menem. Wykładał neurologię na Uniwersytecie we Frankfurcie nad Menem.
Jeszcze jako student należał do Niemieckiego Towarzystwa Malakozoologicznego (Deutsche Malakozoologische Gesellschaft). Od 1891 członek, od 1899 dyrektor Senckenbergische Naturforschende Gesellschaft. Członek korespondent Nassauischer Verein für Naturkunde.
Pochowany na Hauptfriedhof Frankfurt.

## Dorobek naukowy

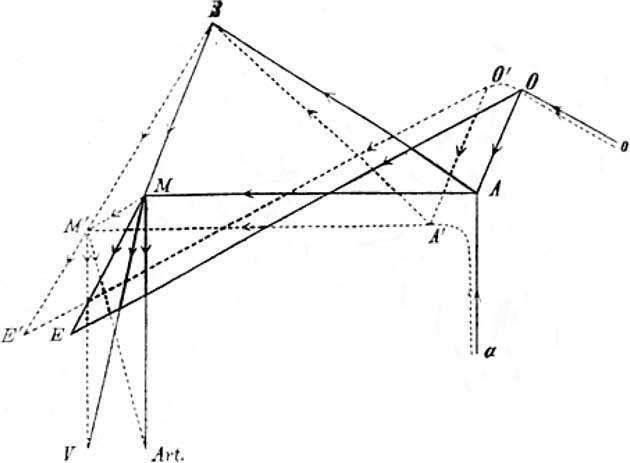
Diagram Knoblaucha (linia przerywana) nałożony na diagram Lichthheima. Objaśnienie w tekście

Uważa się, że Knoblauch był autorem pierwszego modelu poznawczego muzyki. W 1888 roku opisał swoje obserwacje i dokonał przeglądu literatury na temat procesu przetwarzania wrażeń muzycznych przez ludzki mózg. Oparł się o przedstawione wcześniej przez Lichtheima modele procesu percepcji języka. Wyróżnił dziewięć hipotetycznych zaburzeń wytwarzania i percepcji muzyki, wynikających z uszkodzenia różnych składowych zaproponowanego diagramu.
Wyróżnił pięć ośrodków zaangażowanych w proces przetwarzania bodźców muzycznych:
- ośrodek słuchowy tonów (Tonklangbildcentrum)
- ośrodek ruchowy dźwięków (Tonbewegungbildcentrum)
- ośrodek wyobrażeń (Bildungsstätte der Begriffe)
- ośrodek wzrokowy czytania nut (optisches Notenbildcentrum)
- ośrodek ruchowy pisania nut (Notenschriftbildcentrum)

Oraz dodatkowe dwa zaangażowane w sam proces śpiewu:
- ośrodek fonacji (Stimmbildungscentrum)
- ośrodek artykulacji (Artikulationscentrum)

## Wybrane prace
- Ueber Störungen der musikalischen Leistungsfähigkeit in Folge von Gehirnläsionen. Leipzig: J. B. Hirschfela, 1888
- Ueber Störungen der musikalischen Leistungsfähigkeit infolge von Gehirnläsionen. „Deutsches Archiv für klinische Medizin”. 43, s. 331–352, 1888.
- Andrée, Knoblauch. Hystero-Epilepsie bei einem Manne. Berliner klinische Wochenschrift 10, 26, ss. 204–207 (1889)
- On disorders of the musical capacity from cerebral disease. „Brain”. 13, s. 317–340, 1890. DOI: 10.1093/brain/13.3.317.
- Knoblauch A, Fürstner C. Ueber Faserschwund in der grauen Substanz und über Kerntheilungsvorgänge im Rückenmarke unter pathologischen Verhältnissen. „Archiv für Psychiatrie und Nervenkrankheiten”. 23 (1), s. 135–152, 1892. DOI: 10.1007/BF01843506.
- Über die psychischen Funktionen der Großhirnrinde. „Bericht ueber die Senckenbergische Naturforschende Gesellschaft in Frankfurt am Main”, s. 205-225, 1894.
- Die wissenschaftliche Grundlage der Alkoholbekämpfung. „Bericht ueber die Senckenbergische Naturforschende Gesellschaft in Frankfurt am Main”, s. 45–71, 1896.
- Beiträge zur Kenntnis der Fauna der Umgegend von Frankfurt a. M. über das Vorkommen des Feuersalamanders, Salamandra maculosa Laur., im Frankfurter Stadtwalde. Bericht ueber die Senckenbergische Naturforschende Gesellschaft in Frankfurt am Main (1903)
- Der Kaukasische Feuersalamander. Bericht ueber die Senckenbergische Naturforschende Gesellschaft in Frankfurt am Main ss. 89-110 (1905)
- Ein Fall von multipler Sklerose, kompliziert durch eine chronische Geistesstörung. „Monatsschrift für Psychiatrie und Neurologie”. 24, s. 238–250, 1908. DOI: 10.1159/000211732.
- Das Wesen der Myasthenie und die Bedeutung der „hellen" Muskelfasern für die menschliche Pathologie. „Frankfurter Zeitschrift für Pathologie”. 2 (1), s. 57–100, 1908.
- Eugen Albrecht. Bericht ueber die Senckenbergische Naturforschende Gesellschaft in Frankfurt am Main 40 ss. 53*-60* (1908)
- Demonstration eines Falles von Thomsen'scher Krankheit. Münchner Medizinische Wochenschrift 45, s. 1903 (1903)
- Eugen Albrecht. Nekrolog. Frankfurter Zeitschrift für Pathologie 2, 2/3, ss. 225-231 (1908)
- Klinik und Atlas der chronischen Krankheiten des Zentralnervensystems. Berlin: Springer, 1909. Brak numerów stron w książce 608 ss.
- Unsere einheimischen Salamander und Molche im Kreislauf des Jahres (mit 7 Abbildungen). „Bericht ueber die Senckenbergische Naturforschende Gesellschaft in Frankfurt am Main”. 41, s. 104–122, 1910.
- Der histologische Aufbau der quergestreiften Muskulatur der Wirbeltiere aus „hellen" und „trüben" Muskelfasern (mit 2 Farbentafeln). „Natur und Museum”. 43, s. 245–254, 1912.
- Anatomie und Topographie des Gehirns und seiner Hüllen. W: Fedor Krause (red.): Die allegemeine Chirurgie der Gehirnkrankheiten. Vol.1. Stuttgart: Verlag von Ferdinand Enke, 1914, s. 3–83.
- Knoblauch, Quincke. Ueber kryptogene Fieber. Münchner Medizinische Wochenschrift 42, ss. 973-975 (1915)